# Astragalus vardziae
Astragalus vardziae là một loài thực vật có hoa trong họ Đậu. Loài này được Charadze & Chinthib. miêu tả khoa học đầu tiên.